# Хрульова
Хрульова (крим. Hrulöva) — мікрорайон у складі Нахімовського району міста Севастополь по однойменній вулиці, що отримала свою назву 22 грудня 1954 року на ознаменування 100-річчя оборони Севастополя 1854—1855 років. Степан Олександрович Хрульов (1807—1870) — генерал-лейтенант, один із керівників оборони міста під час Кримської війни.

## Опис
Основні вулиці: Хрульова, 1-ша Бастіонна вулиця, Вулиця Адмірала Макарова.
Майже всі багатоповерхові будинки на Хрульова зведені одразу після війни, деякі — у пишному стилі сталінського ампіру.
На вулиці Хрульова знаходиться знаменита Оборонна вежа Першого бастіону.
За адресою ул. Адмирала Макарова, д. 9 знаходиться Нахімовський районний суд міста Севастополя.